# Combat girls. Krew i honor
Combat girls. Krew i honor (niem. Kriegerin) – niemiecki dramat filmowy z 2011 roku w reżyserii Davida Wnendta, będący jego pełnometrażowym debiutem. Zdjęcia kręcono w Dessau (Saksonia-Anhalt).

## Opis fabuły
Marisa, dwudziestoletnia Niemka, nienawidzi obcokrajowców – wszystkich tych, których obwinia o kłopoty swojej ojczyzny. Zachowuje się prowokująco, pije, wdaje się w bójki, a do swojej kolekcji tatuaży zamierza włączyć portret Adolfa Hitlera. Jej domem jest gang neonazistów, gdzie rządzą nienawiść i przemoc. Gdy do gangu przyłącza się czternastoletnia Svena, Marisa staje się dla niej wzorem do naśladowania, dziewczyny walczącej o reprezentowaną przez grupę ideologię. Światopogląd Marisy ulega jednak stopniowej ewolucji, gdy przypadkowo spotyka młodego uchodźcę z Afganistanu.

## Obsada
- Alina Levshin jako Marisa
- Jella Haase jako Svena
- Sayed Ahmad Wasil Mrowat jako Rasul
- Gerdy Zint jako Sandro
- Lukas Steltner jako Markus
- Uwe Preuss jako Oliver
- Winnie Böwe jako Andrea
- Rosa Enskat jako Bea
- Haymon Maria Buttinger jako Clemens
- Klaus Manchen jako dziadek Franz